# 北榄
北欖（音譯為沙没巴干），是泰國中部的城市，北欖府首府，位於曼谷都會區。面積約為7.33平方公里，距首都曼谷約25公里。該市成立於1999年。

## 交通

### 公路
- 素坤逸路
- 詩那卡隆路

### 鐵路
- 曼谷BTS素坤逸線